# ويليام كابريرا
ويليام كابريرا هو لاعب كرة الريشة دومينيكاني، ولد في 16 أكتوبر 1992.

## وصلات خارجية
- ويليام كابريرا على موقع BWF.tournamentsoftware.com (الإنجليزية)
- ويليام كابريرا على موقع BWFbadminton.com (الإنجليزية)